# Томос Ц5 Туринг (мотоцикл)
Томос Ц5 Туринг — двухместный мотоцикл югославского завода «Томос», туристская модификация.
Компания «Tomos» была основана в 1954 году. В том же году было основано производство двухколёсных транспортных средств. Завод по производству мопедов и лёгких мотоциклов находится в городе Копер – в промышленном центре Западной Словении. В 70-х годах все мотоциклы и мопеды Tomos были оснащены двигателями словенского производства. В 2004 году Словения стала членом Европейского Союза. Это дало возможность фирме Tomos обрести собственный торговый рынок в европейской торговой системе.

## Описание
Лёгкий двухколёсный мотоцикл оснащён компактным двухцилиндровым двигателем с сильно наклонёнными цилиндрами. Рама жёсткая трубчатая дуплексного типа, охватывающая двигатель с двух сторон. Передача к заднему колесу цепная. Тормоза барабанного типа. Имеет двухместное седло.
Кроме туристской завод выпускал спортивную модификацию с более форсированным двигателем «Томос Ц5 Спорт».